# Třída Audace (1913)
Třída Audace byla lodní třída torpédoborců italského námořnictva. Celkem byly postaveny dvě jednotky této třídy. Bojovaly v první světové válce. Jeden se roku 1916 potopil po kolizi. Druhý byl vyřazen roku 1923.

## Stavba
Celkem byly postaveny dvě jednotky této třídy. Představovaly derivát třídy Indomito poháněný turbínami Zoelly. Jejich stavbu zajistila loděnice Cantiere navale fratelli Orlando v Livornu. Do služby byly zařazeny roku 1914.
Jednotky třídy Audace:
| Jméno        | Založení kýlu | Spuštěna          | Vstup do služby | Osud                                                                                  |
| ------------ | ------------- | ----------------- | --------------- | ------------------------------------------------------------------------------------- |
| Audace       | duben 1912    | 4. května 1913    | březen 1914     | Dne 30. srpna 1916 se potopil v Jónském moři po srážce s nákladní lodí SS Brasile.    |
| Animoso (AN) | květen 1912   | 13. července 1913 | květen 1914     | Dne 29. července 1921 byl vážně poškozen výbuchem kotle. Nebyl opraven. Vyřazen 1923. |

## Konstrukce
Výzbroj tvořil jeden 120mm kanón, čtyři 76mm kanóny a dva jednohlavňové 450mm torpédomety. Pohonný systém tvořily čtyři kotle White-Forster a dvě turbíny Zoelly o výkonu 16 000 hp, pohánějící dva lodní šrouby. Nejvyšší rychlost dosahovala 30 uzlů. Dosah byl 950 námořních mil při rychlosti čtrnáct uzlů. Při rychlosti 35 uzlů se dosah zmenšil na 400 námořních mil.

### Modernizace
Roku 1919 byl torpédoborec Animoso přezbrojen. Nově nesl pět 102mm kanónů, jeden 40mm kanón, dva 6,5mm kulomety a dva 450mm torpédomety. Dále mohl nést až deset námořních min.